# 周昆 (计算机科学家)
周昆，浙江大学计算机学院教授，主要从事计算机图形学、计算机视觉等方面的研究工作。入选中华人民共和国教育部2007年度"长江学者"特聘教授，曾获得中国国家杰出青年科学基金。